# Gotlandsflyg
Gotlandsflyg AB war eine schwedische virtuelle Regionalfluggesellschaft mit Sitz in Visby auf Gotland.

## Geschichte
Das Unternehmen wurde 2001 von örtlichen Unternehmern und der Sverigeflyg Holding AB, die bereits an weiteren kleinen Regionallinien wie Kullaflyg, Sundsvallsflyg und Blekingflyg beteiligt war, aus Protest gegen das Monopol der Skyways Express gegründet, um bessere Flugpreise für die Inselbewohner zu erzielen. Nach heftigem Widerstand senkte Skyways Express schließlich die Flugpreise drastisch, um nicht die solidarischen Fluggäste von und nach Gotland zu verlieren. 
Im Februar 2016 stellte Gotlandsflyg den Betrieb unter eigenem Namen ein, weil Sverigeflyg mit Golden Air und Malmö Aviation zur BRA Braathens Regional Airlines fusionierte. 

## Flugziele
Gotlandsflyg bediente von Visby aus Stockholm und Göteborg sowie saisonal auch weitere Flugziele wie Mora und Oslo.

## Flotte
Mit Stand Januar 2015 bestand die von anderen Unternehmen für Gotlandsflyg betriebene Flotte aus zwei gemieteten ATR 72-500.